# Vit multe
Vit multe (Mugil curema) är en fiskart som beskrevs av Valenciennes, 1836. Vit multe ingår i släktet Mugil och familjen multfiskar. Inga underarter finns listade i Catalogue of Life.
Denna fisk förekommer i Atlanten och i östra Stilla havet nära kusterna. Utbredningsområdet sträcker sig i östra Atlanten från Kanarieöarna till Namibia, i västra Atlanten från nordöstra USA till södra Brasilien samt i östra Stilla havet från Californiaviken till norra Chile. Arten dyker till ett djup av 20 meter. Individerna besöker ibland bräckt vatten. Vit multe blir vanligen 35 cm lång och ibland upp till 91 cm. Könsmognaden infaller vid en längd av 20 cm. Den maximala livslängden är 19 år. Födan utgörs av olika organiska smådelar.
Regionalt begränsade populationer hotas av överfiske. Hela populationen antas vara stor. IUCN listar arten som livskraftig (LC).